# 蒙斯特 (下薩克森州)
蒙斯特（德語：Munster，發音：[ˈmʊnstɐ] ⓘ）是德国下萨克森州海德县的城市，面积194.52平方千米，2023年12月31日人口为15,413人。